# Maximilian Stadler
Pour les articles homonymes, voir Stadler.
Maximilian Johann Karl Dominik Stadler, également connu comme l'« abbé Stadler » (4 août 1748, Melk — 8 novembre 1833, Vienne), est un compositeur, musicographe et pianiste autrichien.
Il entre en 1766 à l'abbaye de Melk comme moine et en devient le prieur de 1784 à 1786. Il est l'abbé du monastère de Lilienfeld, et, à partir de 1789, de celui de Kremsmünster.
Il vit à Linz en 1791, puis, à partir de 1796 à Vienne où il règle la succession de Wolfgang Amadeus Mozart et où il est responsable des Archives Musicales Impériales.
Il officie en 1803 comme prêtre paroissial à Großkrut (Basse-Autriche) jusqu'en 1816, année durant laquelle il prend sa retraite pour se dévouer entièrement à la musique.
Stadler fait partie des personnalités de la musique les plus importantes à Vienne de la fin du XVIIIe siècle et du début du XIXe siècle. C'est un ami de Mozart, de Joseph Haydn, de Ludwig van Beethoven et de Franz Schubert et il écrit plusieurs ouvrages sur le premier. Il rédige l'œuvre Materialen zur Geschichte der Musik unter den österreichischen Regenten (Matériaux sur l'histoire de la musique sous la régence autrichienne), somme inachevée considérée comme la première histoire de la musique en Autriche. La plupart de ses écrits sont conservés à la Bibliothèque nationale autrichienne et par la Société des amis de la musique de Vienne.

## Œuvres
- Oratorio Die Befreyung von Jerusalem (La Libération de Jérusalem), 1813
- Cantates
- Chants
- Musique religieuse (dont deux Requiem)
- Théorie musicale et écrits historiques
- la 41e variation de Vaterländischer Künstlerverein, sur une valse d'Anton Diabelli

Stadler a complété des œuvres inachevées de Mozart comme:
- Menuet en ré majeur pour clavier, KV 355 (dont il a écrit le Trio)
- Fantaisie no 2 en do mineur, K.396/385f
- Allegro en si bémol majeur pour piano, K. 400
- ‘’Fugue en sol mineur pour piano à 4 mains, K. 401 (375e)’’

## Sources
- (en) Cet article est partiellement ou en totalité issu de l’article de Wikipédia en anglais intitulé « Maximilian Stadler » (voir la liste des auteurs).
- (en) Classical Composers Database – Classical music composers of all periods and countries, with biographies and work lists
- (en) MusicWeb International – CD reviews, composer articles, timelines, concert and book reviews
- (en) European magazine's selection of best classical music recordings from different time periods